# Équipe d'Inde masculine de volley-ball
L'équipe d'Inde de volley-ball est composée des meilleurs joueurs indiens sélectionnés par la Fédération Indienne de Volleyball (Volleyball Federation of India, VFI). Elle est actuellement classée au 34e rang de la Fédération Internationale de Volleyball au 7 octobre 2013.

## Sélection actuelle
Sélection pour les qualifications aux Championnats du monde 2010.

Entraîneur : Chander Singh  ; entraîneur-adjoint : Sheikh Karimullah 

## Palmarès et parcours

### Palmarès
- Jeux asiatiques
  - Finaliste : 1962
  - Troisième : 1958, 1986
- Coupe  d'Asie
  - Troisième : 2010

### Parcours

#### Championnats du monde
| - 1949 : non qualifié - 1952 : 8e - 1956 : 21e - 1960 : non qualifié - 1962 : non qualifié - 1966 : non qualifié - 1970 : non qualifié - 1974 : non qualifié - 1978 : non qualifié - 1982 : non qualifié | - 1986 : non qualifié - 1990 : non qualifié - 1994 : non qualifié - 1998 : non qualifié - 2002 : non qualifié - 2006 : non qualifié - 2010 : non qualifié |

#### Championnat d'Asie et d'Océanie
| - 1975 : Non qualifié - 1979 : 5e - 1983 : 5e - 1987 : 5e - 1989 : 6e - 1991 : 10e - 1993 : 9e - 1995 : Non qualifié - 1997 : 9e - 1999 : 9e | - 2001 : 7e - 2003 : 5e - 2005 : 4e - 2007 : 9e - 2009 : 9e - 2011 : 6e - 2013 : 7e - 2015 : 11e |

#### Coupe  d'Asie
| - 2008 : non participant - 2010 : 3e - 2012 : 4e |

#### Jeux asiatiques
| - 1958 : 3e - 1962 : Finaliste - 1966 : ? - 1970 : ? - 1974 : ? - 1978 : ? - 1982 : ? - 1986 : 3e - 1990 : ? - 1994 : ? | - 1998 : 7e - 2002 : 5e - 2006 : 9e - 2010 : 6e |

## Joueurs majeurs
Ajithlal Chandran née le 14/02/1996 au Kerala.
Taille 1m93
Poids 70kg